# Sistema de Monitoreo Atmosférico de la Ciudad de México

El (SIMAT ) de la Secretaría del Medio Ambiente del Gobierno del Distrito Federal es el responsable del monitoreo y la vigilancia de la calidad del aire de la Ciudad de México y su área conurbada. Actualmente, está integrado por 4 subsistemas y un total de 48 estaciones de monitoreo, las cuales están distribuidas en las 16 delegaciones del Distrito Federal (DF) y 10 municipios conurbados del Estado de México (EDOMEX).

## Componentes del Sistema de Monitoreo Atmosférico
Red Automática de Monitoreo Atmosférico (RAMA): cuenta con 34 estaciones (21 en el DF y 13 en el EDOMEX), mide continuamente ozono (O3), óxidos de nitrógeno (NOx), dióxido de azufre (SO2), monóxido de carbono (CO), partículas menores a 10 micrómetros (PM10) y partículas menores a 2.5 micrómetros (PM2.5). Con esta información se genera el IMECA y cuando sus valores son altos se instrumenta el Programa de Contingencias Ambientales Atmosféricas (PCAA).

Red de Meteorología y Radiación Solar (REDMET): cuenta con 16 estaciones (10 en el DF y 6 en el EDOMEX), mide continuamente temperatura, humedad relativa, dirección y velocidad del viento, presión atmosférica, radiación fotosinteticamente activa, radiación global, radiación solar UV-A y UV-B, con esta última se genera cada hora el Índice UV.
Red Manual de Monitoreo Atmosférico (REDMA): cuenta con 12 estaciones (7 en el DF y 5 en el EDOMEX), mide de forma manual las concentraciones de partículas suspendidas (PST, PM10 y PM2.5) y plomo (Pb).

Red de Depósito Atmosférico (REDDA): conocida como "red de lluvia ácida", cuenta con 16 estaciones (12 en el DF y 4 en el EDOMEX), colecta muestras de lluvia para determinar volumen, acidez, conductividad y el contenido de nitratos, sulfatos, sodio, calcio, magnesio y potasio.

Además, el SIMAT cuenta con un Laboratorio móvil de monitoreo atmosférico que es un importante elemento de apoyo en el análisis de la calidad del aire. Se utiliza para realizar estudios específicos en lugares remotos donde el SIMAT no cuenta con estaciones fijas para la medición de contaminantes y parámetros meteorológicos. Con frecuencia participa en la evaluación de la calidad del aire durante eventos que puedan afectar al ambiente, como son, exhalaciones volcánicas, derrames accidentales, e incendios forestales.

También forman parte importante del SIMAT el Laboratorio de Análisis Ambiental que se encarga del análisis químico y de la realización de pruebas fisicoquímicas en las muestras obtenidas por la REDMA y la REDDA, y el Laboratorio de Estándares que se estableció en 2001 con patrones certificados para garantizar la trazabilidad de las calibraciones del equipo de campo mediante estándares primarios y de transferencia.

En 2009 inició un programa para el monitoreo continuo de la condición de visibilidad en la Ciudad de México empleando una cámara fotográfica con la que se obtienen cada 10 minutos imágenes instantáneas de la región central de la ciudad, las cuales son transmitidas vía digital al Centro de Información de la Calidad del Aire para su difusión. 

La información que se genera en los subsistemas RAMA y REDMET del SIMAT, se concentra en el Centro de Información de la Calidad del Aire (CICA), donde cada minuto se obtiene un registro de los 184 analizadores automáticos (107 de contaminantes atmosféricos y 77 de parámetros meteorológicos) y cada hora se verifica y valida la información para generar 184 promedios horarios, que se emplean para la generación del Índice Metropolitano de la Calidad del Aire (IMECA) y el Índice de radiación solar ultravioleta (IUV). Cada hora el IMECA y el IUV se hace público en la página electrónica de la Secretaría del Medio Ambiente, en la página del  Sistema de Monitoreo Atmosférico, por medio del IMECATEL (52-78-99-31 ext. 1), en Twitter y Google Earth.

En el CICA se lleva a cabo la vigilancia de la calidad del aire para notificar oportunamente la ocurrencia de episodios de incrementos extraordinarios de PM10, SO2 o NO2, y se notifica a la población en general de la activación/desactivación del Programa de Contingencias Ambientales Atmosféricas(PCAA), una vez que la Comisión Ambiental Metropolitana (CAM) determina la misma.

## Historia de la calidad del aire en la Ciudad de México
El antecedente a este sistema se remonta a finales de la década de los 50, cuando se realizaron monitoreos rutinarios de visibilidad, acidez, partículas suspendidas totales y partículas sedimentables. El deterioro de la calidad del aire se evidencia cuando la visibilidad disminuye; al inicio de la década de los 40 fluctuaba entre 4 y 10 km y al iniciar la década de los 50 fluctuaba entre 2 y 4 km. Esta situación motivó la preocupación de autoridades y científicos por conocer los riesgos sanitarios asociados con la exposición a la contaminación atmosférica.

En 1966 iniciaron formalmente investigaciones sobre contaminación atmosférica, para lo cual se instaló la primera red de monitoreo con 4 estaciones con equipos manuales y se midió dióxido de azufre, partículas suspendidas totales, partículas sedimentables y acidez.

Entre 1967 y 1973, la Organización Panamericana de la Salud (OPS) realizó un programa de monitoreo regional, esto permitió la integración de 88 estaciones en 26 ciudades de 14 países. Esta red se denominó “Red Panamericana de Muestreo Normalizado de la Contaminación del Aire” y se midieron los parámetros dióxido de azufre, partículas suspendidas totales, partículas sedimentables y acidez. De esta iniciativa, en la Ciudad de México se instalaron 10 estaciones más, sumando así 14 estaciones que midieron los mismos parámetros.

En 1973 el gobierno mexicano y el Programa de las Naciones Unidas para el Desarrollo (PNUD) iniciaron un programa conjunto de protección ambiental. En este programa se adquirieron 28 equipos automáticos de monitoreo de los cuales 22 se instalaron en la Ciudad de México. Esta red se denominó “Red Computarizada Automática de Monitoreo Atmosférico en el Valle de México” o “Red Philips” (por la marca de los equipos); con algunos de estos equipos se reforzaron las 14 estaciones ya existentes.

En la Red Philips se midieron partículas suspendidas totales, dióxido de azufre, dióxido de nitrógeno y ozono. La falta de presupuesto, un programa de aseguramiento y control de calidad, y un suministro inadecuado de refacciones y consumibles, provocó que la red dejara de operar en 1978 y se abandonara en 1980.

En 1986 se inició la operación de la Red Automática de Monitoreo Atmosférico (RAMA) con 25 estaciones y equipos automáticos para medir monóxido de carbono, dióxido de azufre, óxidos de nitrógeno y ozono, y equipos manuales para medir partículas suspendidas totales y su contenido de plomo. En 10 de estas estaciones se instalaron equipos para medir parámetros meteorológicos como temperatura, humedad relativa, dirección y velocidad del viento.

Entre los proyectos que fortalecieron al monitoreo atmosférico se destaca el Programa de Precipitaciones Ácidas, el cual inició en 1987 con cuatro estaciones a fin de caracterizar algunos parámetros en el agua de lluvia como pH, sulfatos, nitratos, cloruro, sodio, magnesio y potasio.

La expansión de la RAMA ocurrió de forma gradual, en 1988 aumento a 19 el número de estaciones manuales y se empezó a medir partículas menores a 10 micrómetros y su contenido de plomo.

En 1991 se aumentó a 32 el número de estaciones con equipos automáticos y se incorporaron nuevos parámetros como las partículas menores a 10 micrómetros, los hidrocarburos totales y el ácido sulfhídrico.

Entre 1997 y 1999 se instalaron colectes semiautomáticos para fortalecer así el programa de lluvia ácida, además aumentó a 16 el número de estaciones. Estos nuevos equipos cuentan con un mecanismo controlado por un sensor eléctrico que permite el muestreo de depósito húmedo y seco en recipientes separados.

Entre 1996 y 1997 se realizaron pruebas de monitoreos de los equipos de radiación solar y fue hasta 1998 que inició formalmente el monitoreo de este parámetro en 10 estaciones de la REDMET.

En junio del año 2000 se aumentó a 15 el número de estaciones para el monitoreo de parámetros meteorológicos.

Ya consolidado el SIMAT, en 2001 se desarrolló el proyecto “Diseño, instalación y operación de la Red de Monitoreo de Partículas menores a 2.5 micrómetros, el cual se financió con recursos del Fideicomiso Ambiental Metropolitano y contó con la colaboración del Centro Nacional de Investigación y Capacitación Ambiental (CENICA), la Universidad Autónoma Metropolitana (UAM) Unidad Xochimilco y el Instituto Nacional de Investigaciones Nucleares (ININ). Después de varios monitoreos de prueba, se seleccionaron 15 sitios de los cuales 8 fueron dotados con equipos automáticos y 7 con equipos manuales. Esta red quedó formalmente inaugurada en agosto de 2003.

En 2007 fueron incorporadas al SIMAT tres estaciones más, dos de las cuales se ubican al oriente de la ciudad.

## El futuro del SIMAT
En el futuro se prevé que el SIMAT continúe destacando a nivel nacional, para lo cual deberá consolidar los sistemas de gestión de la calidad asociados con sus procesos. Así mismo, deberá responder y adaptarse a las necesidades de información derivadas de un mejor conocimiento de la problemática de cálida del aire y del crecimiento de la mancha urbana.